# 大墩食衣生活廣場
大墩食衣生活廣場（Dadun11），簡稱 大墩食衣，是一間位於台灣台中市南屯區的社區型購物中心，2016年4月開業。商場規模屬於中型購物中心，總樓板面積約13,000坪(含停車空間)，主力核心店包括家樂福量販、HOLA特力和樂、特力屋、大無限健身中心及各式主題餐廳。

## 歷史
- 2014年8月，誠洲集團因看好五期重劃區周邊16萬的居住人口且商辦大樓林立，故收購家樂福大墩店原址，斥資3億元改裝為大墩食衣生活廣場。
- 2015年9月，家樂福大墩店重新進駐B1，並縮小規模為中型店[1]。
- 2016年1月，大墩食衣生活廣場試營運，4月30日正式開幕[2][3]。
- 2019年1月，特力屋進駐B1[4]。
- 2019年2月，1F進行改裝。
- 2019年3月，特力和樂進駐1F。

## 樓層簡介
| 樓層   | 名稱       |
| ------ | ---------- |
| 3F～5F | 停車場     |
| 2F     | 珍饌饗宴館 |
| 1F     | 時尚休閒館 |
| B1     | 樂活商店街 |
| B2     | 停車場     |

## 營業時間
週一至週五11:00-22:00
週六至週日11:00-22:00
B1F家樂福 營業時間9:00~22:00

## 外部連結
- （繁體中文）大墩食衣生活廣場 （页面存档备份，存于）
- 大墩食衣生活廣場的Facebook專頁